# Enrique Plaza
Enrique Plaza Lara (Madridejos, 1983) es un jugador de balonmano español. Desde el inicio de la temporada 2014/15 forma parte del Angers Noyant Handball Club, equipo de la 2ª división francesa (PRO D2), donde juega como lateral izquierdo siendo máximo goleador de la temporada.
Ha militado en clubes como el Toledo Balonmano, hasta el momento de su desaparición en 2012, el bielorruso Dinamo Minsk, con el que llegó a los cuartos de final de la copa EHF en la temporada 2011/2012. La temporada 2012/2013 la jugó en el BM Villa de Aranda (2012/2013), equipo con el que terminó la temporada como segundo máximo goleador de la liga Asobal, con 179 goles en 27 partidos. La temporada 2013/2014 la disputó en el BM Guadalajara, también en Asobal.
- Datos: Q16562304
- Multimedia: Enrique Plaza Lara / Q16562304